# Tomàquet de penjar plana d'Albesa
La varietat tomàquet de penjar plana d'Albesa de nom científic Lycopersicon esculentum Mill., és un tomàquet de penjar de mida gran. Forma part de la família dels tomàquets de penjar plans o aixafats. Les seves dimensions són més grans que tomàquets similars i que s'anomenen “de penjar plana”, “plana de penjar” i “de penjar”. Està inclosa en el Catàleg de les varietats locals d'interès agrari de Catalunya amb el número d'inscripció CAT011CVL. A les comarques de la Noguera i del Segrià hi ha tradició del seu cultiu.

## Característiques agronòmiques
Té una bona productivitat i mitjana conservació.